# Ślubne wojny
Ślubne wojny – amerykańska komedia romantyczna z 2009 roku w reżyserii Gary’ego Winicka. Opowiada o dwóch przyjaciółkach, Liv i Emmie, które wychodzą za mąż. W celu urządzenia idealnego wesela udają się do Marion Sancler, najbardziej rozchwytywanej konsultantki ślubnej w Nowym Jorku.

## Obsada
- Kate Hudson – Liv
- Anne Hathaway – Emma
- Bryan Greenberg – Nate
- Chris Pratt – Fletcher
- Steve Howey – Daniel
- Candice Bergen – Marion
- Kristen Johnston – Deb
- Michael Arden – Kevin
- Victor Slezak – Colson
- Kelly Coffield – Kathy
- John Pankow – John

## Zdjęcia
Zdjęcia do filmu realizowane były na terenie amerykańskich stanów Massachusetts i Nowy Jork.

## Odbiór filmu
Film został negatywnie oceniony przez krytykę; serwis Rotten Tomatoes na podstawie opinii ze 140 recenzji przyznał mu wynik 10%.